# De fruitdieven
De fruitdieven is een  stripverhaal uit de reeks van Jerom.

## Locaties
Dit verhaal speelt zich af op de volgende locaties:
- de Morotari burcht,

## Personages
In dit verhaal spelen de volgende personages mee:
- Jerom, president Arthur, Odilon, professor Barabas, tante Sidonia, leden Morotari, landbouwers, generaal, piloten, professor Rosarius

## Het verhaal
Tante Sidonia probeert vogels te verjagen met cimbalen, want ze eten al het fruit op. Dan horen de leden van Morotari dat een oud Vikingschip gestolen is uit het Norge museum in Oslo. Odilon en Jorom vliegen op de motor richting Oslo, maar zien onderweg dat alle velden kaalgevreten zijn. Ze besluiten eerst uit te zoeken hoe dit kan. Dan zien ze vliegende straalmachines die het fruit van de bomen halen. De wezens brengen Odilon en Jerom in slaap en verdwijnen. De leden van Morotari worden op de hoogte gebracht en professor Barabas ziet op het scherm dat er een pikzwarte wolk in de lucht hangt. Jerom en Odilon vliegen naar de wolk en zien vele vliegende straalmachines. Ook zien ze dat er een Vikingschip in de wolk meevliegt. 
Odilon en Jerom weten aan boord van het schip te komen. Dan wordt de zwarte wolk aangevallen door een legervliegtuig. De vliegende straalmachines eten de afgeschoten raketten op. Het schip vliegt naar Afrika en er blijken nog meer Vikingschepen aanwezig te zijn. Odilon en Jerom zien professor Rosarius, hij heeft zijn hart verpand aan Afrika. Hij kent een dorp waar de mensen honger hebben en is boos dat voedseloverschotten vernietigd worden. Daarom heeft hij met de vliegende straalmachines fruit verzameld en dit met de Vikingschepen naar Afrika laten vervoeren. Het fruit wordt uitgedeeld aan de bevolking en Jerom en Odilon vliegen naar huis.